# 圣安东尼奥 (佛罗里达州)
圣安东尼奥（英語：San Antonio），是美国佛罗里达州帕斯科縣下属的一座城市。建立于1889年。面积约为3.2平方公里（约合1.2平方英里）。根据2010年美国人口普查，该市有人口1,138人。论人口在本州排行第322。